# Сухаревська (станція метро)
55°46′23″ пн. ш. 37°37′58″ сх. д. / 55.77306° пн. ш. 37.63278° сх. д.
«Сухаревська» (рос. Сухаревская) — станція Калузько-Ризької лінії Московського метрополітену. Розташована між станціями «Проспект Миру» і «Тургенєвська».
Станцію відкрито 5 січня 1972 у складі черги «Проспект Миру» — «Китай-город». Спочатку мала назву «Колгоспна». Рішення назвати так станцію було ухвалене через запрошення на відкриття делегації з Астрахані. 5 листопада 1990 р. була перейменована на «Сухарівську» разом із поверненням історичних назв Великою та Малою Сухаревським площам (радянська назва – Колгоспна площа).

## Вестибюлі й пересадки
Наземних вестибюлів немає, вхід в єдиний підземний вестибюль «Сухаревської» здійснюється через підземний перехід з Великої і Малої Сухаревської площ. Підземний вестибюль сполучений зі станційним залом ескалаторним ходом.

### Пересадки
- Автобуси: м2, м9, с633, Б, н9

## Технічна характеристика
Конструкція станції — пілонна трисклепінна (глибина закладення — 43 м). Діаметр центрального залу — 8,5 м.

## Колійний розвиток
Станція без колійного розвитку.

## Оздоблення
Світло-зелений і ясно-жовтий тони мармуру «газган», використаного для оздоблення пілонів, створюють враження ниви перед жнивами. Над пілонами проходить світлова смуга, яка освітлює центральний зал і платформи. Підлога викладена сірим гранітом різних відтінків. Колійні стіни покриті світлим мармуром і прикрашені карбованими вставками.
Для оздоблення стелі ескалаторного тунелю вперше застосовані смужки з прокатного алюмінію.